# Viktor Brack
Viktor Brack (født 9. november 1904 i Haazen i Tyskland, død 2. juni 1948 i Landsberg am Lech) var chef for II. departement i Adolf Hitlers private kanselli (KdF) i Berlin og fik 9. november 1940 rang som SS-Oberführer. Han var en central medarbejder ved organiseringen af eutanasiprogrammet «Aktion T4». 
Han blev henrettet 2. juni 1948.